# برنارد اوانز (بازیکن فوتبال)
برنارد اوانز (انگلیسی: Bernard Evans؛ ۴ ژانویه ۱۹۳۷ – ۲۴ ژوئیه ۲۰۱۹ (aged 82)) بازیکن فوتبال اهل بریتانیا بود.
از باشگاه‌هایی که در آن بازی کرده‌است می‌توان به باشگاه فوتبال کویینز پارک رنجرز، باشگاه فوتبال ترانمره راورز، باشگاه فوتبال کرو آلکساندرا، باشگاه فوتبال گیلفورد سیتی، باشگاه فوتبال آکسفورد یونایتد، و باشگاه فوتبال ورکسام اشاره کرد.